# Gerichtsbezirk Pöllau
Der Gerichtsbezirk Pöllau war ein dem Bezirksgericht Pöllau unterstehender Gerichtsbezirk im Bundesland Steiermark. Der Gerichtsbezirk umfasste Teile des politischen Bezirks Hartberg und wurde 1976 dem Gerichtsbezirk Hartberg zugeschlagen.

## Geschichte
Der Gerichtsbezirk Pöllau wurde durch eine 1849 beschlossene Kundmachung der Landes-Gerichts-Einführungs-Kommission geschaffen und umfasste ursprünglich die 22 Gemeinden Buchberg, Freyenberg, Hinteregg, Hofkirchen, Köppelreith, Oberneuberg, Obersaifen, Obertiefenbach, Pöllau, Prätis, Rabenwald, Schönau, Siegersdorf, St. Johann, Stubenberg, Unterneuberg, Untertiefenbach, Voggenberg, Winkel, Winzendorf, Zail (Pöllau) und Zail (Stubenberg).
Der Gerichtsbezirk Pöllau bildete im Zuge der Trennung der politischen von der judikativen Verwaltung
ab 1868 gemeinsam mit den Gerichtsbezirken Hartberg, Friedberg und Vorau den Bezirk Hartberg.
Nachdem die Bundesregierung per Verordnung die Auflösung der Gerichtsbezirke Vorau, Friedberg und Pöllau beschlossen hatte, wurde der Gerichtsbezirk Pöllau per 1. Oktober 1976 dem Gerichtsbezirk Hartberg zugeschlagen.
Mit 1. Juli 2013 wurde der Gerichtsbezirk Hartberg aufgelöst und die Gemeinden dem Gerichtsbezirk Fürstenfeld zugewiesen.

## Gerichtssprengel
Der Gerichtssprengel umfasste zum Zeitpunkt seiner Auflösung die zehn Gemeinden Hofkirchen bei Hartberg, Pöllau, Pöllauberg, Rabenwald, Saifen-Boden, St. Johann bei Herberstein, Schönegg bei Pöllau, Siegersdorf bei Herberstein, Sonnhofen, Stubenberg und Tiefenbach bei Kaindorf.